# 캘리포니아 주립 대학교 롱비치

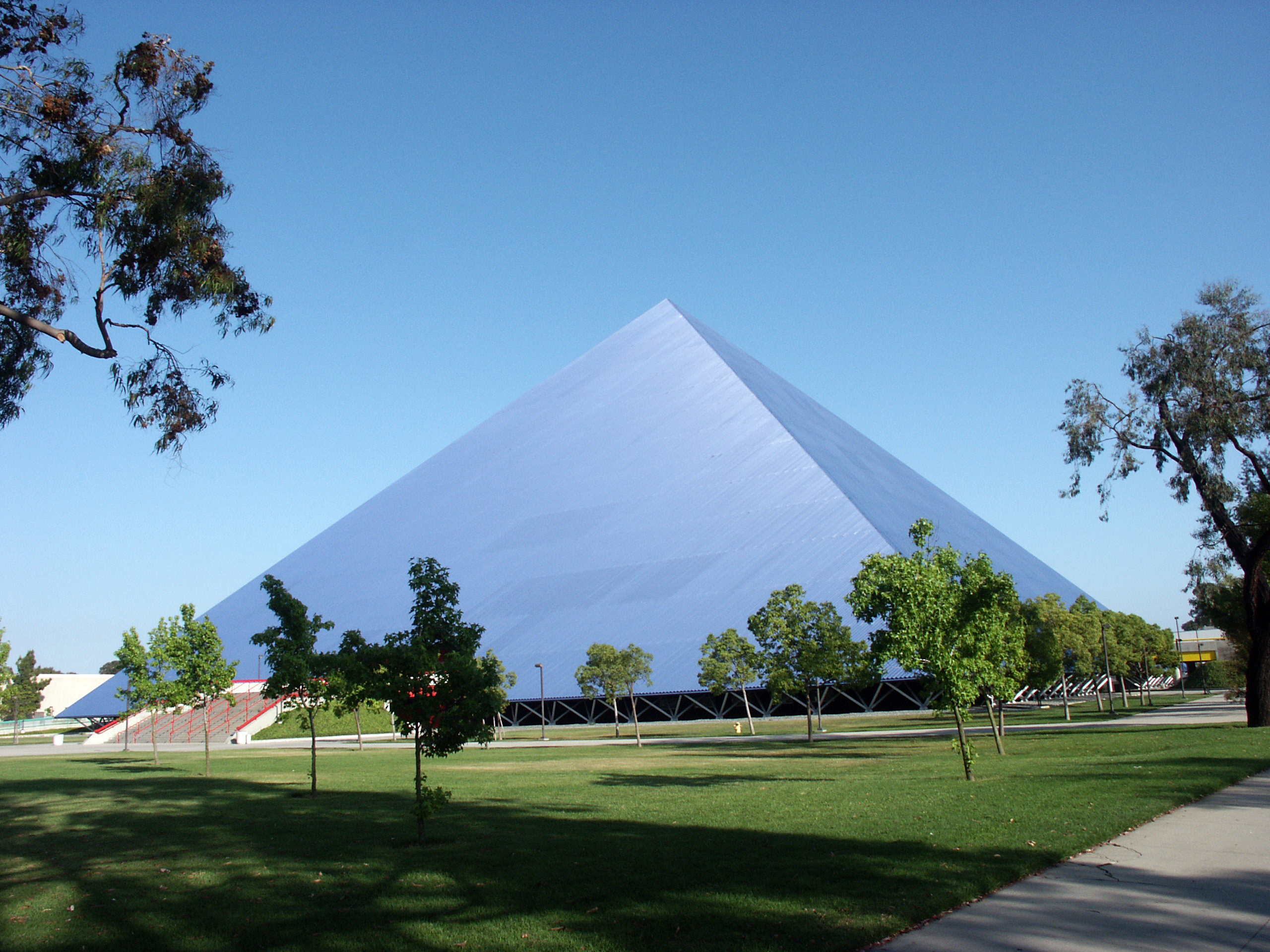

캘리포니아 주립 대학교 롱비치(California State University, Long Beach)는 미국 캘리포니아주 롱비치에 있는 4년제 공립 대학교이다. 1949년 첫 개교되었다.